# 弗谢沃洛德·斯维亚托斯拉维奇 (切尔尼戈夫)

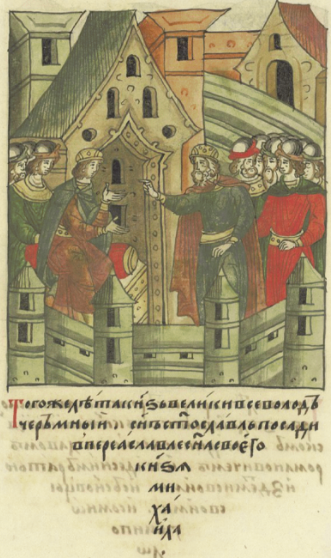
弗谢沃洛德·斯维亚托斯拉维奇 (切尔尼戈夫)

弗谢沃洛德·斯维亚托斯拉维奇（红头发）Все́волод Святосла́вич Че́рмный（?—1214年），切尔尼戈夫公爵（1204年~1210年，1214年）；基辅大公（1206年，1208年，1211年~1214年）。
弗谢沃洛德·斯维亚托斯拉维奇为基辅大公斯维亚托斯拉夫·弗谢沃洛多维奇的长子。1178年，他与波兰国王卡西米尔二世的女儿玛丽亚结婚。1204年，他获得了父亲的原领地切尔尼戈夫公国。
弗谢沃洛德·斯维亚托斯拉维奇曾与草原部落波洛韦茨人多次发生冲突，然而后来为了争夺基辅大公的地位又屡次与波洛韦茨人结盟。从1206年起，他为了争夺基辅与其他王公进行连年的封建混战。1206年弗谢沃洛德·斯维亚托斯拉维奇攻占基辅，然而很快被留里克·罗斯季斯拉维奇打败，失去大公公位；1208年他卷土重来，结果又被留里克·罗斯季斯拉维奇逐出。1210年，他与弗拉基米尔大公弗谢沃洛德·尤里耶维奇（大窝）结盟，第三次夺取基辅，但仍未能维持长期统治。1214年，在加利奇王公姆斯季斯拉夫·姆斯季斯拉维奇打击下，弗谢沃洛德·斯维亚托斯拉维奇最后一次被赶下大公宝座。从此以后，编年史不再提到他的名字。
| 前任： 奥列格·斯维亚托斯拉维奇 | 切尔尼戈夫公爵 1204~1210 | 繼任： 留里克·罗斯季斯拉维奇   |
| 前任： 留里克·罗斯季斯拉维奇   | 基辅大公 1206            | 繼任： 留里克·罗斯季斯拉维奇   |
| 前任： 留里克·罗斯季斯拉维奇   | 基辅大公 1208            | 繼任： 留里克·罗斯季斯拉维奇   |
| 前任： 留里克·罗斯季斯拉维奇   | 基辅大公 1211~1214       | 繼任： 姆斯季斯拉夫·罗曼诺维奇 |
| 前任： 留里克·罗斯季斯拉维奇   | 切尔尼戈夫公爵 1214      | 繼任： 留里克·奥利戈维奇       |